# Sajoko Kawauči
Sajoko Kawauči, japonska lokostrelka, * 24. oktober 1978.
Sodelovala je na lokostrelskem delu poletnih olimpijskih igrah leta 2004, kjer je osvojila 26. mesto v individualni in 14. mesto v ekipni konkurenci.